# Bautismo en el Espíritu Santo
El bautismo en el Espíritu Santo es una doctrina cristiana basada en Juan 3: 5 y en el libro de los Hechos de los Apóstoles del Nuevo Testamento, donde se narra,  cómo los primeros cristianos recibieron al Espíritu Santo tal como Jesús les había prometido.
Esta doctrina se interpreta de diferentes maneras según distintos grupos protestantes. Por un lado, las iglesias  evangélicas clásicas creen que es algo que se da en la conversión de la persona al cristianismo sin que haya una evidencia sensorial. Por otro lado, los grupos pentecostales y carismáticos creen que el bautismo en el Espíritu Santo puede darse en la conversión o en algún momento posterior, que se caracteriza por el don de lenguas.

## Textos bíblicos que lo mencionan
La promesa del Espíritu Santo es realizada en el libro de Joel. La promesa es dada por Dios y dice así:

28 Y después de esto derramaré mi Espíritu sobre toda carne, y profetizarán vuestros hijos y vuestras hijas; vuestros ancianos soñarán sueños, y vuestros jóvenes verán visiones. 29 Y también sobre los siervos y sobre las siervas derramaré mi Espíritu en aquellos días. 30 Y daré prodigios en el cielo, y en la tierra, sangre, y fuego, y columnas de humo. 31 El sol se convertirá en tinieblas, y la luna en sangre, antes de que venga el día grande y espantoso de Jehová. 32 Y todo aquel que invocare el nombre de Jehová será salvo; porque en el monte de Sion y en Jerusalén habrá salvación, como ha dicho Jehová, y entre el remanente al cual él habrá llamado.

De igual forma, en el Nuevo Testamento, Juan el Bautista les dice a sus seguidores que él bautizaba en agua, pero que detrás de él venía uno cuyo calzado no era indigno de desatar, y que este bautizaría con el Espíritu Santo y fuego. Esta promesa del derramamiento es retomada por Jesucristo en el Nuevo Testamento. Jesús les dijo a sus apóstoles que esperaran la venida del Espíritu Santo para recibir poder, en el aposento alto.

### Día de Pentecostés
Cuando llegó una fiesta judía llamada Pentecostés, aquellos que obedecieron la orden de Jesús de permanecer en Jerusalén hasta recibir la promesa del Espíritu Santo (Hechos 1:4) se encontraban reunidos. En medio de esta reunión La Biblia dice que estaban unánimes y de repente vino como un viento recio (no un viento recio) y se les aparecieron como lenguas de fuego sobre las cabezas, y empezaron a hablar en otras lenguas, según el Espíritu Santo les daba que hablasen. Esto ocurrió aproximadamente a las nueve de la mañana, y hubo testigos de diversas nacionalidades (tales como medos, partos, africanos, egipcios, judíos, árabes) que oían a los galileos hablar las maravillas de Dios. Sin embargo, había muchos otros que pensaban que estaban borrachos. De pronto, el apóstol Pedro se levantó y comenzó a predicar a los presentes, diciéndoles que lo que veían era el cumplimiento de la promesa realizada años atrás, aproximadamente en el 850 a. C. En ese momento, casi tres mil personas se convirtieron a la doctrina del cristianismo.

### La casa de Cornelio
La venida del Espíritu Santo fue realizada también sobre los gentiles. En una visión que tuvo el apóstol Pedro en la azotea de una casa de Jope (actual Jaffa), Dios le reveló al apóstol que debía amar a sus semejantes a pesar de que no fuesen judíos, pues Dios no hace acepción de personas. Cornelio, un centurión de la cohorte Itálica, envió por él para que fuese a Cesarea, donde había una iglesia en su casa. Pedro aceptó ir a Cesarea por mandato de Dios, y llegó a casa de Cornelio. Cuando Pedro comenzó su discurso, el Espíritu Santo cayó sobre los presentes, y estos comenzaron a hablar en lenguas, glorificando a Dios.

### La Iglesia en Éfeso
Cuando el apóstol Pablo llegó a Éfeso, se encontró con una situación muy comprometedora. Los cristianos de esa iglesia habían sido bautizados en el bautismo de Juan, y ni siquiera sabían que existía el Espíritu Santo; entonces Pablo los bautizó en el nombre de Jesús y, habiéndoles impuesto las manos, vino sobre ellos el Espíritu Santo, y hablaban en lenguas y profetizaban.

### La Iglesia en Samaria
Pedro y Juan habían llegado hasta Samaria, donde había un grupo de cristianos bautizados en agua en el nombre de Jesús, pero que no habían sido bautizados en el Espíritu Santo. Por este motivo, Pedro y Juan impusieron sus manos sobre ellos, y recibieron el Espíritu Santo. Este es el único pasaje en Hechos donde no se menciona que los creyentes hayan hablado en nuevas lenguas, y es de mucha discusión. Sin embargo, muchos grupos pentecostales modernos creen que sí lo hicieron, pues Simón el mago había querido comprar el don del Espíritu Santo por haber visto un gran prodigio, que muchos teólogos suponen fue el don de lenguas manifestado en los samaritanos.
Es de esta manera que muchos de los grupos pentecostales clásicos actuales afirman que la evidencia inicial para recibir el Bautismo en el Espíritu Santo es el hablar en nuevas lenguas.
Aun así, hay muchos otros pasajes en el libro de Hechos donde no se menciona que los que se convirtieron hablaron en lenguas. Por ejemplo: Hechos 4:1-4, Hechos 4:29-31, Hechos 8:14-17, Hechos 8:34-38, Hechos 9:1-8, Hechos 9:17-19, Hechos 11:15-18, Hechos 16:29-34.

## Perspectiva evangélica clásica
Para algunas iglesias  evangélicas, en particular bautistas, el bautismo del Espíritu Santo tiene lugar durante el nuevo nacimiento, después del arrepentimiento y la elección de seguir a Jesús y antes el  bautismo en agua.  Es el comienzo de la vida cristiana. Interviene durante un tiempo de oración, individual o colectivo.

## Perspectiva carismática
Los cristianos pentecostales y carismáticos entienden el bautismo en el Espíritu Santo como una experiencia definida que ocurre después de la salvación. Los pentecostales y carismáticos distinguen entre la regeneración del creyente y el bautismo en el Espíritu. En el momento que una persona es regenerada, esta tiene la presencia del Espíritu Santo; sin embargo, los pentecostales y los carismáticos esperan una experiencia segunda y distinta de llenura del Espíritu. Esta «llenura interior» con el Espíritu provee, a aquellos que han sido llenados con el Espíritu, de poder para servir y testificar, y les permite experimentar los dones espirituales descritos en la Biblia.
Por otra parte, iglesias pentecostales en Chile, Haití, Alemania, Suiza, y algunas denominaciones en los países escandinavos y en Gran Bretaña, como la Iglesia Pentecostal Elim y la Iglesia Apostólica en Gales, no enseñan que el hablar en lenguas es una señal necesaria del bautismo en el Espíritu Santo. Los carismáticos tienden a creer que cualquiera de los dones del Espíritu puede ser una evidencia del bautismo en el Espíritu.
Para las Asambleas de Dios, el bautismo en el Espíritu implica la evidencia de hablar en nuevas lenguas según el Espíritu Santo permita a los creyentes que hablen. Los pioneros del movimiento pentecostal, como William Seymour, George Jeffreys, William Hammer Piper, Minnie; F. Abrams (de Pandita Ramabai Mukti Misión), y Willis Collins Hoover han declarado que cualquiera de los carismas es suficiente evidencia del bautismo en el Espíritu Santo. F. F. Bosworth.
Del mismo modo, muchos en los círculos carismáticos creen que uno recibe la plenitud del Espíritu a través del bautismo en el Espíritu Santo. Sin embargo, Hechos 5:32 expresa que el Espíritu es dado a todos aquellos que obedecen a Dios.